# Меморіальне братське кладовище радянських воїнів (Севастополь)
Меморіальне братське кладовище радянських воїнів — цвинтар учасників другої оборони і визволення Севастополя розташований в селищі Дергачах у Севастополі на 6-му кілометрі Сімферопольського шосе.
Некрополь займає площу 1,6 га і умовно ділиться на два сектори: лівий і правий. На багатьох індивідуальних похованнях художні надгробки виконані за проектами скульпторів К. Г. Кошкіна, С. О. Чижа, О. Р. Сухої, архітекторами А. Л. Шеффером, І. А. Галицьким та іншими.

## Історія
Цвинтар виник у період оборони міста у 1941–1942 роках. Спочатку там відбувалися поховання воїнів 8-ї бригади морської піхоти. Після німецько-радянської війни на ньому відбулося перепоховання учасників оборони і визволення Севастополя із Алсу, району Сухої річки, Інкермана, Мекензієвих гір, мису Херсонесу та інших місць, де йшли бої.
У 1953 році некрополь був благоустроєний за проектом архітектора В. П. Петропавловського. Вхід оформлений пропілеями з пілонами у вигляді рельєфного зображення схилених знамен з написами російською мовою:
- на лівому «Вічна слава героям боїв за Севастополь»
- на правому «Перед мужністю їх будуть вічно знамена схиляти народ і Батьківщина-мати».

Букви накладні, металеві (латунь).
У 1975–1983 роках була проведена реконструкція кладовища (архітектор В. М. Артюхов, інженер Е. В. Венікеєв). Організовано 16 братських могил, огорожених гранітними бордюрними плитами з прізвищами загиблих воїнів. У центрі кладовища споруджено обеліск з інкерманського каменю, облицьований альмінською плиткою, з рельєфним зображенням медалі «За оборону Севастополя», написом «Вічна Слава» і морський символікою. Основа — червоний граніт. Висота обеліска — 12,0 метрів.

## Поховання
На цвинтарі похований командир 8-ї бригади морської піхоти полковник Павло Горпищенко, тому некрополь севастопольці називають «Кладовищем Горпищенка», юні партизани Юрій Рацко (кенотаф) і Вілор Чекмак, розвідник Федір Волончук, командири бригад і дивізій (зокрема Олексій Потапов), ветерани німецько-радянської війни. Серед похованих 17 Героїв Радянського Союзу.
Поховання померлих ветеранів війни проводяться до теперішнього часу, в основному учасників боїв за Севастополь. На 1 серпня 1992 року на обліку 251 могила, в тому числі 106 братських.

### Герої Радянського Союзу
| - Бєлкін Олександр Микитович - Дзигунський Михайло Якович - Загорулько Дмитро Сергійович - Красносільський Іван Михайлович - Кудерський Афанасій Івович - Лаптєв Віктор Петрович | - Лобанов Євген Іванович - Мордін Василь Олександрович - Одинцов Данило Сидорович - Паршин Юрій Костянтинович - Петухов Іван Дмитрович - Подольцев Іван Григорович | - П'янзін Іван Семенович - Скорятин Федір Миколайович - Фільченков Микола Дмитрович - Цибулько Василь Федосійович - Яцуненко Іван Карпович |